# 尼玛县
尼玛县（藏語：ཉི་མ་རྫོང，威利转写：nyi ma rdzong，藏语拼音：Nyima Zong）是中華人民共和國西藏自治区那曲市西北部的一個縣。「尼瑪」藏语意为「太阳」，全縣平均海拔4800公尺以上，北部為遼闊的無人區，包含巴毛穷宗火山群。

## 行政区划
尼玛县下辖1个镇、13个乡：
尼玛镇、卓尼乡、达果乡、阿索乡、荣玛乡、中仓乡、来多乡、申亚乡、卓瓦乡、俄久乡、文布乡、甲谷乡、军仓乡和吉瓦乡。

## 人口
根據第七次人口普查數據，截至2020年11月1日零時，尼瑪縣常住人口為33006人，常住人口中，藏族人口為32396人，其他少數民族人口為90人，漢族人口為520人。

## 沿革史
原为申扎县西北部的无人区。
1974年，申扎县政府组织多强玛、俄久道、俄久美、北措折、吉瓦、嘎尔措等6个乡的5000名牧民迁入无人区。
1975年12月，西藏自治区党委同意开发申扎县北部的羌塘无人区，以解决畜多草少的矛盾。将申扎县尼玛区、吉瓦区的3个乡、文部区的1个乡、申扎区的1个公社、以及班戈县的色瓦区的牧民北迁无人区，组建一个长期工作组（干部由申扎县抽调），筹备建立双湖办事处（县级）。
1976年底，西藏自治区党委批准成立申扎县西五区办事处，管辖申扎县西部文部、邦多、甲谷、卓瓦、吉瓦等5个区、22个乡，为申扎县派出办事机构。
1979年1月，西藏自治区批准申扎县西五区办事处更名为文部办事处，升格为县级，为那曲地区行署派出机构。同年7月正式成立。
1983年10月8日，国务院国函字[1983]212号文件批准成立尼玛县，实际上由原文部、双湖两个办事处合并设立，辖申扎县的查桑、文布（即文部）、邦多、甲谷、卓瓦、尼玛6个区，班戈县的荣玛区和该县新划的嘎琼区。总面积27万平方公里。县人民政府驻尼玛村。由那曲地区管辖。但是，尼玛县未能设立，文部办事处及双湖办事处继续存在并运作。
1988年，文部办事处实施“撤区并乡”，撤销原有5个区，合并设立14个乡；同时将双湖办事处的尼玛区、绒马区的5乡（南措折、西德、绒马、北措折、嘎尔措），共8万平方公里土地、3000人及30万头只牛羊划归文部办事处。文部办事处辖19个乡，面积约15万平方公里。
1990年文部办事处迁驻木嘎热色村（即现今的县政府驻地尼玛镇木嘎热色社区）。
1993年8月1日，撤销文部办事处，正式成立尼玛县，辖19个乡，83个行政村，24321人。同时，撤销双湖办事处，改设双湖特别区，名义上隶属尼玛县，行政上独立，但人大、司法受尼玛县管辖。
2002年，将措折罗玛镇（原南措折乡）、协德乡（旧译西德乡）、措折强玛乡（原北措折乡）、嘎措乡（旧译嘎尔措乡）等1镇3乡（面积不详）整建制划归双湖特别区。尼玛县西北部的大片无人区（藏色岗日～拉雄错～隆桑曲地区，面积3.76万平方公里）划归阿里地区改则县。尼玛县面积减少为7.25万平方公里。
2012年11月，国务院批准双湖特别区辖区设立双湖县。至此，尼玛县与双湖特别区彻底分立。

## 交通
- 317国道过境。